# Rolf Thorsen
Rolf Bernt Thorsen (ur. 22 lutego 1961 w Zurychu) – norweski wioślarz. Dwukrotny medalista olimpijski.
Brał udział w trzech igrzyskach (IO 84, IO 88, IO 92), na dwóch zdobywał srebrne medale. W 1988 zajął drugie miejsce w czwórce podwójnej. Osadę tworzyli także Alf Hansen, Vetle Vinje i Lars Bjønness. Cztery lata później Norwegowie ponownie byli drudzy, a wspólnie z Bjønnessem płynęli Kjetil Undset, Bjønness i Per Sætersdal. Na mistrzostwach świata zdobył sześć medali w dwójce podwójnej: złoto w 1982, 1989 i 1994, srebro w 1983 i 1993 oraz brąz w 1981. W czwórce podwójnej był drugi w 1987.